# Campeonato Europeo de Atletismo en Pista Cubierta de 2017
El XXXIV Campeonato Europeo de Atletismo en Pista Cubierta se celebró en Belgrado (Serbia) entre el 3 y el 5 de marzo de 2017 bajo la organización de la Asociación Europea de Atletismo (AEA) y la Federación Serbia de Atletismo.
Las competiciones se realizaron en el Kombank Arena de la capital serbia.

## Calendario
| E | Eliminatorias | C | Clasificatorias | ½ | Semifinales | F | Final |

| Fecha →           | 3 | 3 | 3 | 4 | 4 | 5 |
| Prueba ↓          | M | T | T | M | T | T |
| ----------------- | - | - | - | - | - | - |
| 60 m              |   |   |   | E | ½ | F |
| 400 m             | E | ½ | ½ |   | F |   |
| 800 m             | E |   |   |   | ½ | F |
| 1500 m            |   | E | E |   | F |   |
| 3000 m            |   | E | E |   |   | F |
| 60 m vallas       | E | ½ | F |   |   |   |
| 4 × 400 m         |   |   |   |   |   | F |
| Salto de longitud | C |   |   |   | F |   |
| Triple salto      |   | C | C |   |   | F |
| Salto de altura   |   |   |   | C |   | F |
| Salto con pértiga |   | F | F |   |   |   |
| Peso              |   |   |   | C | F |   |
| Heptatlón         |   |   |   | F | F | F |

| Fecha →           | 3 | 3 | 3 | 4 | 4 | 5 |
| Prueba ↓          | M | T | T | M | T | T |
| ----------------- | - | - | - | - | - | - |
| 60 m              |   |   |   | E | ½ | F |
| 400 m             | E | ½ | ½ |   | F |   |
| 800 m             | E |   |   |   | ½ | F |
| 1500 m            |   | E | E |   | F |   |
| 3000 m            | E |   |   |   |   | F |
| 60 m vallas       | E | ½ | F |   |   |   |
| 4 × 400 m         |   |   |   |   |   | F |
| Salto de longitud |   |   |   | C |   | F |
| Triple salto      | C |   |   | F | F |   |
| Salto de altura   |   | C | C |   | F |   |
| Salto con pértiga |   |   |   |   | F |   |
| Peso              | C | F | F |   |   |   |
| Pentatlón         | F | F | F |   |   |   |

Fuente: 

## Resultados

### Masculino
| Evento                    | Oro                                                                                          | Plata                                                                                | Bronce                                                                           |
| ------------------------- | -------------------------------------------------------------------------------------------- | ------------------------------------------------------------------------------------ | -------------------------------------------------------------------------------- |
| 60 m (04.03)              | Richard Kilty Reino Unido 6,54 s                                                             | Ján Volko · Eslovaquia · 6,58 s                                                      | Austin Hamilton · Suecia · 6,63 s                                                |
| 400 m (04.03)             | Pavel Maslák · República Checa · 45,77                                                       | Rafał Omelko · Polonia · 46,08                                                       | Liemarvin Bonevacia · Países Bajos · 46,26                                       |
| 800 m (05.03)             | Adam Kszczot · Polonia · 1:48,87                                                             | Andreas Bube Dinamarca 1:49,32                                                       | Álvaro de Arriba · España · 1:49,68                                              |
| 1500 m (04.03)            | Marcin Lewandowski · Polonia · 3:44,82                                                       | Kalle Berglund · Suecia · 3:45,56                                                    | Filip Sasínek · República Checa · 3:45,89                                        |
| 3000 m (05.03)            | Adel Mechaal · España · 8:00,60                                                              | Henrik Ingebrigtsen · Noruega · 8:00,93                                              | Richard Ringer · Alemania · 8:01,01                                              |
| 60 m vallas (03.03)       | Andrew Pozzi Reino Unido 7,51                                                                | Pascal Martinot-Lagarde Francia 7,52                                                 | Petr Svoboda · República Checa · 7,53                                            |
| 4 × 400 m (05.03)         | Polonia · Kacper Kozłowski · Łukasz Krawczuk · Przemysław Waściński · Rafał Omelko · 3:06,99 | Bélgica · Robin Vanderbemden · Julien Watrin · Kevin Borlée · Dylan Borlée · 3:07,80 | República Checa · Patrik Šorm · Jan Tesař · Jan Kubišta · Pavel Maslák · 3:08,60 |
| Salto de altura (05.03)   | Sylwester Bednarek · Polonia · 2,32 m                                                        | Robert Grabarz Reino Unido 2,30 m                                                    | Pavel Seliverstau · Bielorrusia · 2,27 m                                         |
| Salto con pértiga (03.03) | Piotr Lisek · Polonia · 5,85                                                                 | Konstantinos Filippidis · Grecia · 5,85                                              | Paweł Wojciechowski · Polonia · 5,85                                             |
| Salto de longitud (04.03) | Izmir Smajlaj · Albania · 8,08                                                               | Michel Tornéus · Suecia · 8,08                                                       | Serhi Nykyforov · Ucrania · 8,07                                                 |
| Triple salto (05.03)      | Nelson Évora Portugal 17,20                                                                  | Fabrizio Donato · Italia · 17,13                                                     | Max Heß · Alemania · 17,12                                                       |
| Peso (04.03)              | Konrad Bukowiecki · Polonia · 21,97                                                          | Tomáš Staněk · República Checa · 21,43                                               | David Storl · Alemania · 21,30                                                   |
| Heptatlón (05.03)         | Kévin Mayer Francia 6479 pts.                                                                | Jorge Ureña · España · 6227 pts.                                                     | Adam Helcelet · República Checa · 6110 pts.                                      |

### Femenino
| Evento                    | Oro                                                                                           | Plata                                                                    | Bronce                                                                               |
| ------------------------- | --------------------------------------------------------------------------------------------- | ------------------------------------------------------------------------ | ------------------------------------------------------------------------------------ |
| 60 m (05.03)              | Asha Philip Reino Unido 7,06 s                                                                | Ewa Swoboda · Polonia · 7,10 s                                           | Mujinga Kambundji · Suiza · 7,16 s                                                   |
| 400 m (04.03)             | Floria Gueï Francia 51,90                                                                     | Zuzana Hejnová · República Checa · 52,42                                 | Justyna Święty · Polonia · 52,52                                                     |
| 800 m (05.03)             | Selina Büchel · Suiza · 2:00,38                                                               | Shelayna Oskan-Clarke Reino Unido 2:00,39                                | Aníta Hinriksdóttir Islandia 2:01,25                                                 |
| 1500 m (04.03)            | Laura Muir Reino Unido 4:02,39                                                                | Konstanze Klosterhalfen · Alemania · 4:04,45                             | Sofia Ennaoui · Polonia · 4:06,59                                                    |
| 3000 m (05.03)            | Laura Muir Reino Unido 8:35,67                                                                | Yasemin Can Turquía 8:43,46                                              | Eilish McColgan Reino Unido 8:47,43                                                  |
| 60 m vallas (03.03)       | Cindy Roleder · Alemania · 7,88                                                               | Alina Talai · Bielorrusia · 7,92                                         | Pamela Dutkiewicz · Alemania · 7,95                                                  |
| 4 × 400 m (05.03)         | Polonia · Patrycja Wyciszkiewicz · Małgorzata Hołub · Iga Baumgart · Justyna Święty · 3:29,94 | Reino Unido Eilidh Doyle Philippa Lowe Mary Iheke Laviai Nielsen 3:31,05 | Ucrania · Olha Bibik · Tetiana Melnyk · Anastasiya Bryzhina · Olha Liajova · 3:32,10 |
| Salto de altura (04.03)   | Airinė Palšytė · Lituania · 2,01 m                                                            | Ruth Beitia · España · 1,94 m                                            | Yuliya Levchenko · Ucrania · 1,94 m                                                  |
| Salto con pértiga (04.03) | Ekaterini Stefanidi · Grecia · 4,85                                                           | Lisa Ryzih · Alemania · 4,75                                             | Angelica Bengtsson · Suecia · Maryna Kylypko · Ucrania · 4,55                        |
| Salto de longitud (05.03) | Ivana Španović Serbia 7,24                                                                    | Lorraine Ugen Reino Unido 6,97                                           | Claudia Salman-Rath · Alemania · 6,94                                                |
| Triple salto (04.03)      | Kristin Gierisch · Alemania · 14,37                                                           | Patrícia Mamona Portugal 14,32                                           | Paraskeví Papajristu · Grecia · 14,24                                                |
| Peso (03.03)              | Anita Márton · Hungría · 19,28                                                                | Radoslava Mavrodieva Bulgaria 18,36                                      | Yuliya Leantsiuk · Bielorrusia · 18,32                                               |
| Pentatlón (03.03)         | Nafissatou Thiam · Bélgica · 4870 pts.                                                        | Ivona Dadic · Austria · 4767 pts.                                        | Györgyi Zsivoczky-Farkas · Hungría · 4723 pts.                                       |

1. ↑  Descalificación por dopaje de la medallista de plata, la ucraniana Olesia Povh.[5]

## Medallero
| Núm. | País            | Oro | Plata | Bronce | Total |
| ---- | --------------- | --- | ----- | ------ | ----- |
| 1    | Polonia         | 7   | 2     | 3      | 12    |
| 2    | Reino Unido     | 5   | 4     | 1      | 10    |
| 3    | Alemania        | 2   | 2     | 5      | 9     |
| 4    | Francia         | 2   | 1     | 0      | 3     |
| 5    | República Checa | 1   | 2     | 4      | 7     |
| 6    | España          | 1   | 2     | 1      | 4     |
| 7    | Grecia          | 1   | 1     | 1      | 3     |
| 8    | Bélgica         | 1   | 1     | 0      | 2     |
| 8    | Portugal        | 1   | 1     | 0      | 2     |
| 10   | Hungría         | 1   | 0     | 1      | 2     |
| 10   | Suiza           | 1   | 0     | 1      | 2     |
| 12   | Albania         | 1   | 0     | 0      | 1     |
| 12   | Lituania        | 1   | 0     | 0      | 1     |
| 12   | Serbia          | 1   | 0     | 0      | 1     |
| 15   | Suecia          | 0   | 2     | 2      | 4     |
| 16   | Bielorrusia     | 0   | 1     | 2      | 3     |
| 17   | Austria         | 0   | 1     | 0      | 1     |
| 17   | Bulgaria        | 0   | 1     | 0      | 1     |
| 17   | Dinamarca       | 0   | 1     | 0      | 1     |
| 17   | Eslovaquia      | 0   | 1     | 0      | 1     |
| 17   | Italia          | 0   | 1     | 0      | 1     |
| 17   | Noruega         | 0   | 1     | 0      | 1     |
| 17   | Turquía         | 0   | 1     | 0      | 1     |
| 24   | Ucrania         | 0   | 0     | 4      | 4     |
| 25   | Islandia        | 0   | 0     | 1      | 1     |
| 25   | Países Bajos    | 0   | 0     | 1      | 1     |
|      | TOTAL           | 26  | 26    | 27     | 79    |